# Aarno Ruusuvuori
Aarno Emil Ruusuvuori (né le 14 janvier 1925 à Kuopio – mort le 22 février 1992 à Helsinki) est l'un des architectes finlandais les plus connus des années 1960 à 1980,.

## Son style controversé

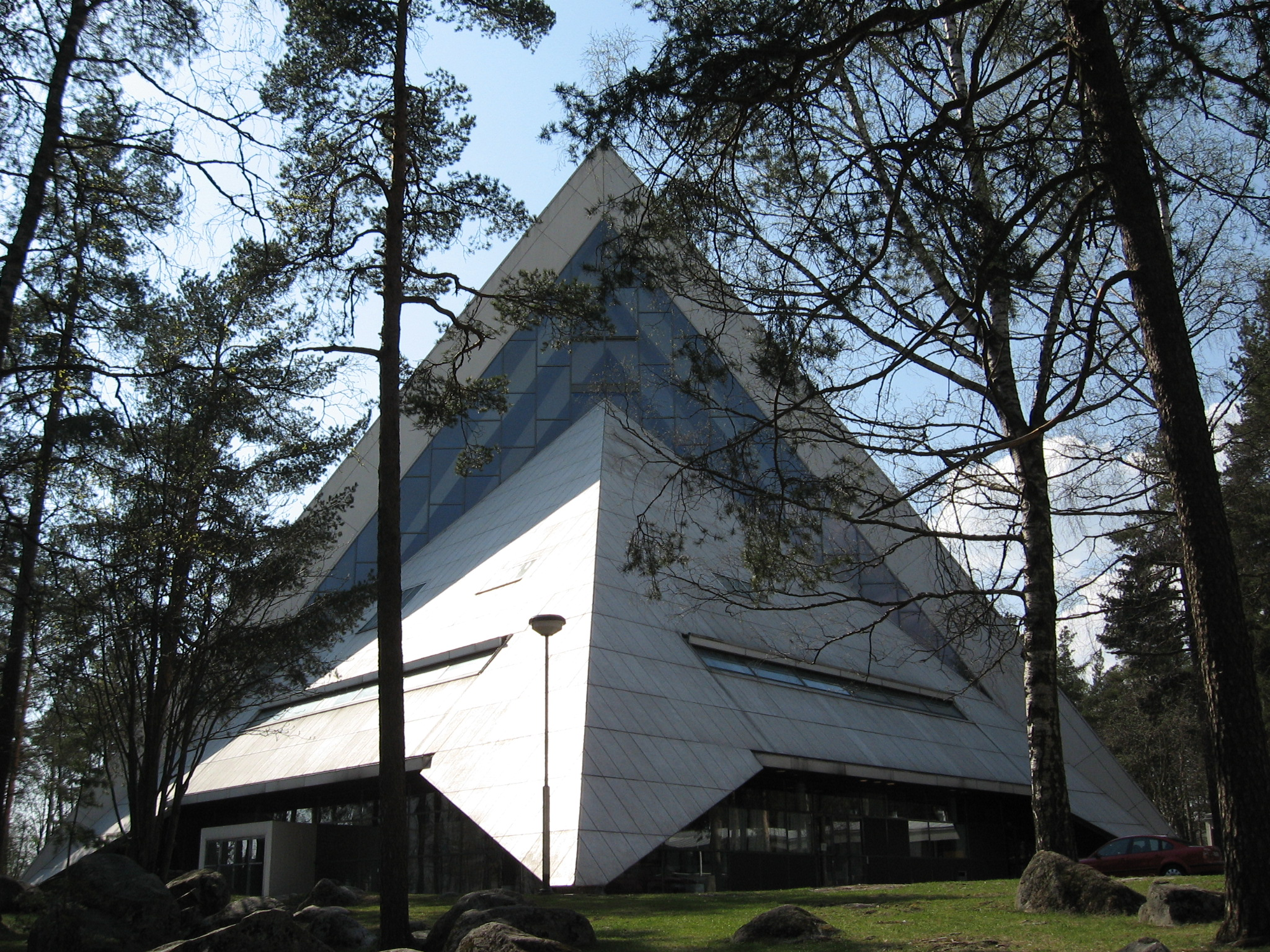
L'église d'Hyvinkää.

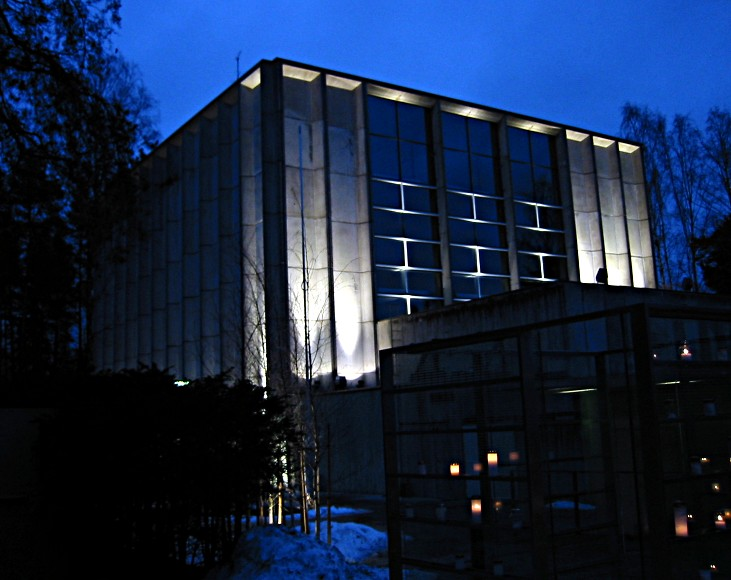
L'église de Tapiola.

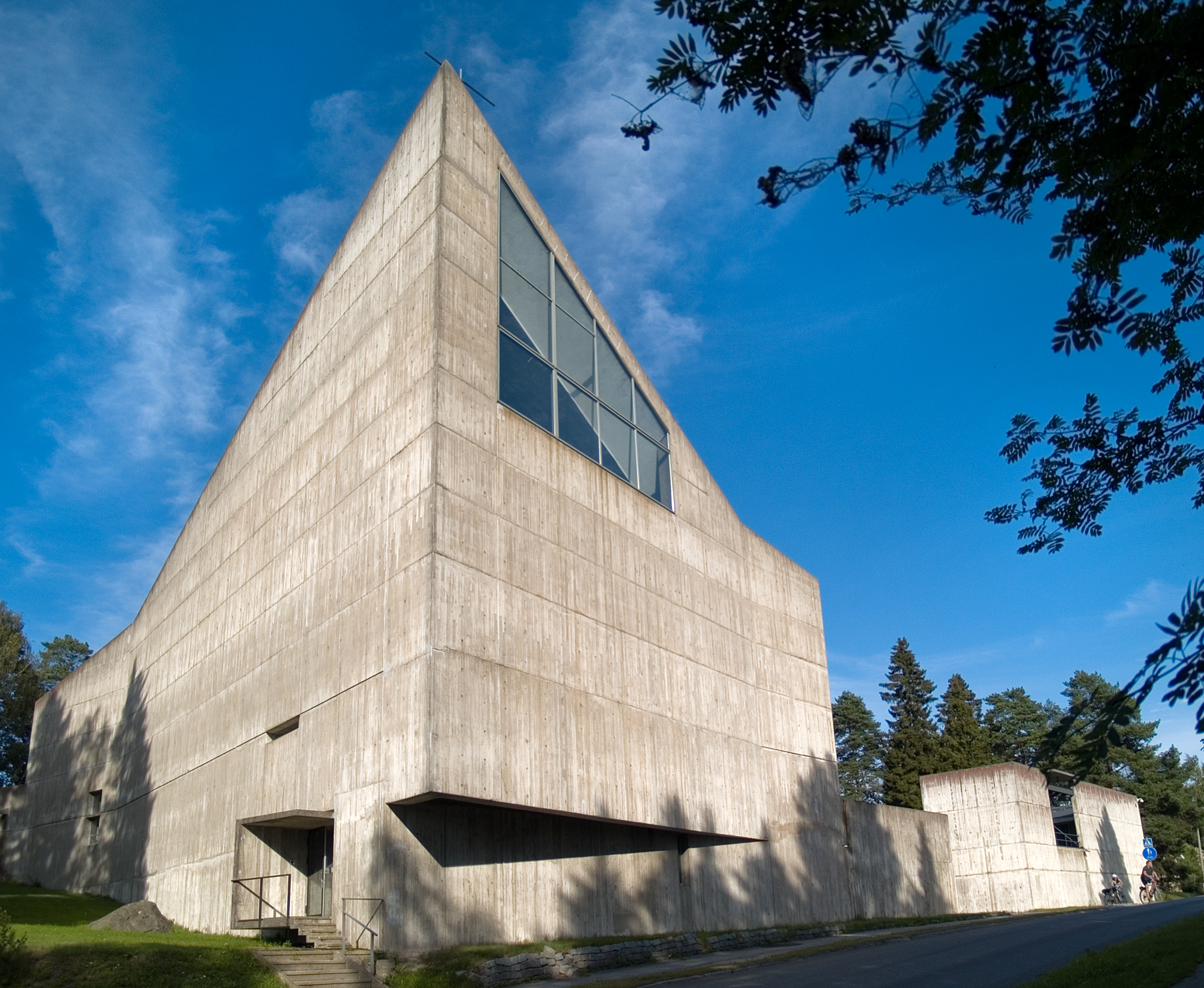
L'église d'Huutoniemi à Vaasa.

Aarno Ruusuvuori est l'un des architectes finlandais importants des années 1960.
Il est connu pour sa conception d'immeubles modernes, souvent dans un style brutaliste.
Son ouvrage le plus connus est l'imprimerie de Weilin et Göös d'Espoo et l'église d'Hyvinkää.
Dans les années 1970, Ruusuvuori a provoqué une importante controverse avec ses plans ambitieux de modernisation de l'Hôtel de ville au cœur d'Helsinki.
L'Hôtel de ville occupe un Îlot urbain complet formé de plusieurs immeubles de style néo-classique, dont des immeubles conçus par Carl Ludwig Engel.
Ruusuvuori a préservé la salle des fêtes principale, mais a démoli de nombreuses parties intérieures en ne conservant que les façades.
Cet exemple a été suivi de nombreux autres cas de démolition d'immeubles historiques.

## Ouvrages principaux
- 1959, 16, Kolmas Linja,
- 1961, Église d'Hyvinkää,
- 1962, 32, rue Merimiehenkatu, Helsinki
- 1964, Église d'Huutoniemi, Vaasa
- 1964, Église d'Hämeenlinna (rénovation),
- 1965, Église de Tapiola, Espoo
- 1966, Immeuble WeeGee, Espoo
- 1967, École de Roihuvuori, Helsinki
- 1967, Imprimerie de Marimekko, Helsinki (démolie)
- 1968, Poste de police, Mikkeli
- 1968, Immeuble de bureaux de Kluuvi (rénovation), Helsinki
- 1970 et 1988, Hôtel de ville d'Helsinki (rénovation)
- 1973, Immeuble de bureaux de Paragon,[4], Helsinki
- 1979, Imprimerie Parate[5], Helsinki
- 1987, Sauna Bonsdorff, Padasjoki

## Galerie

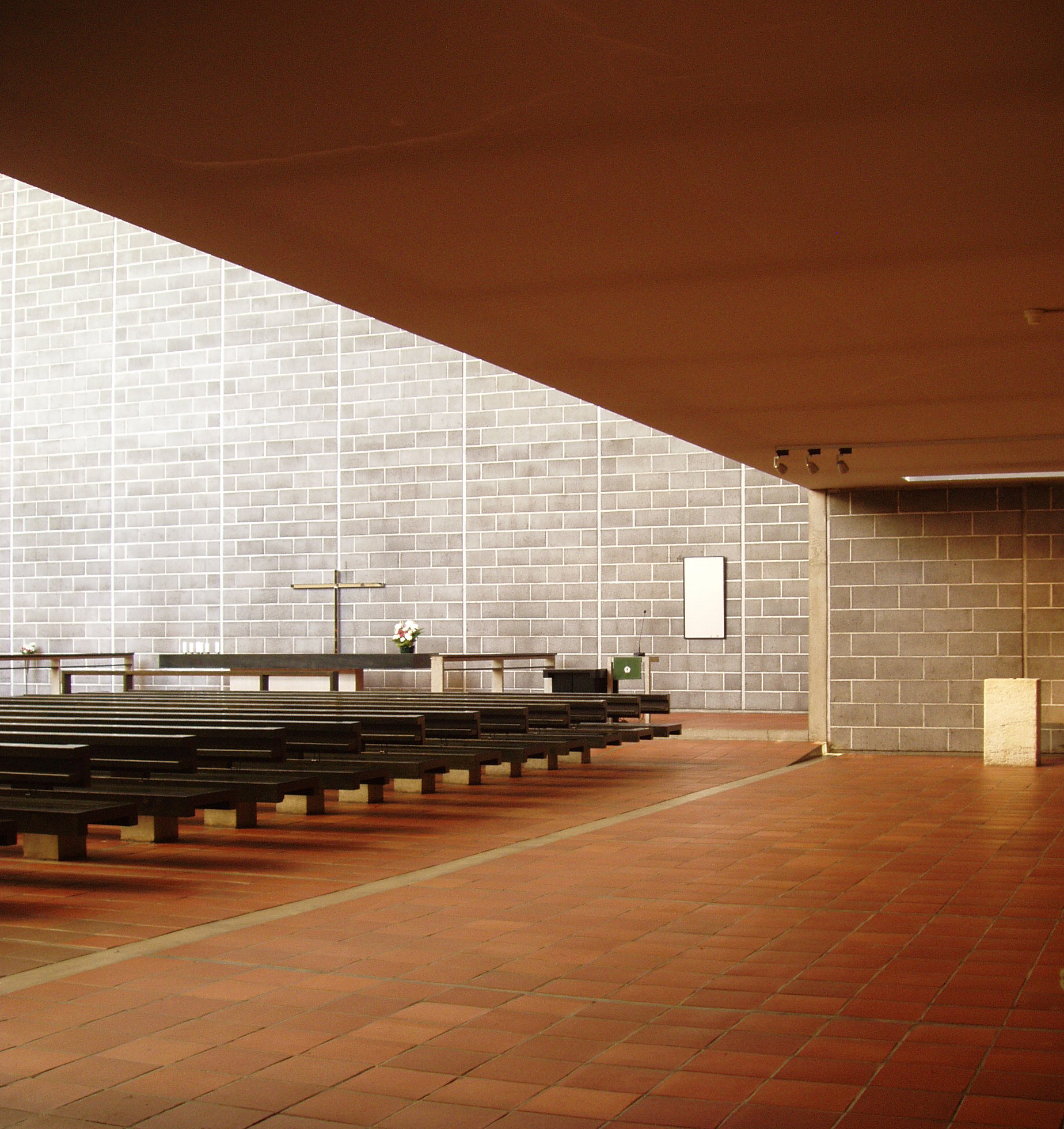
Église de Tapiola
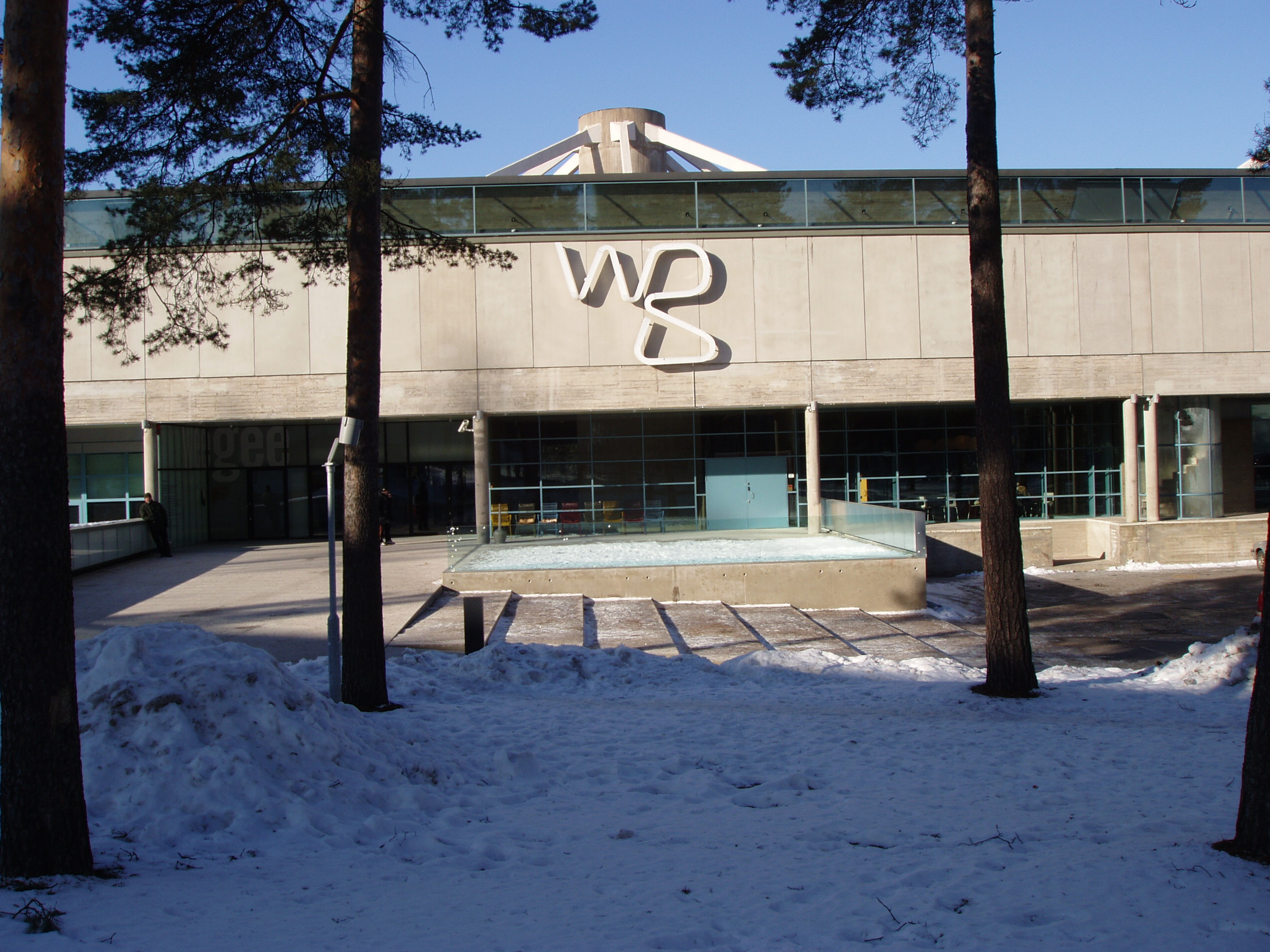
Imprimerie Weilin & Göös, Espoo
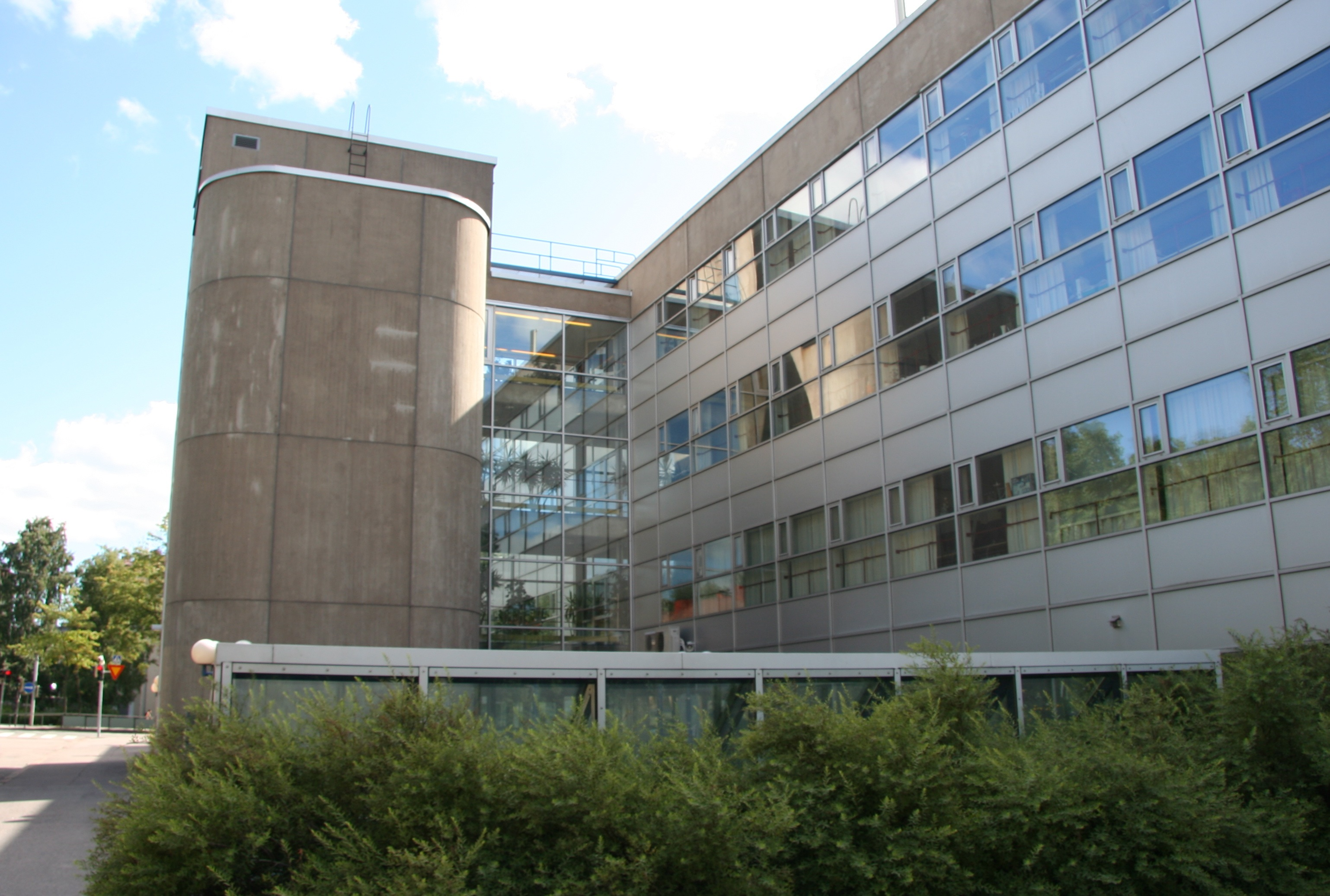
Anciens bureaux de Paragon, Helsinki
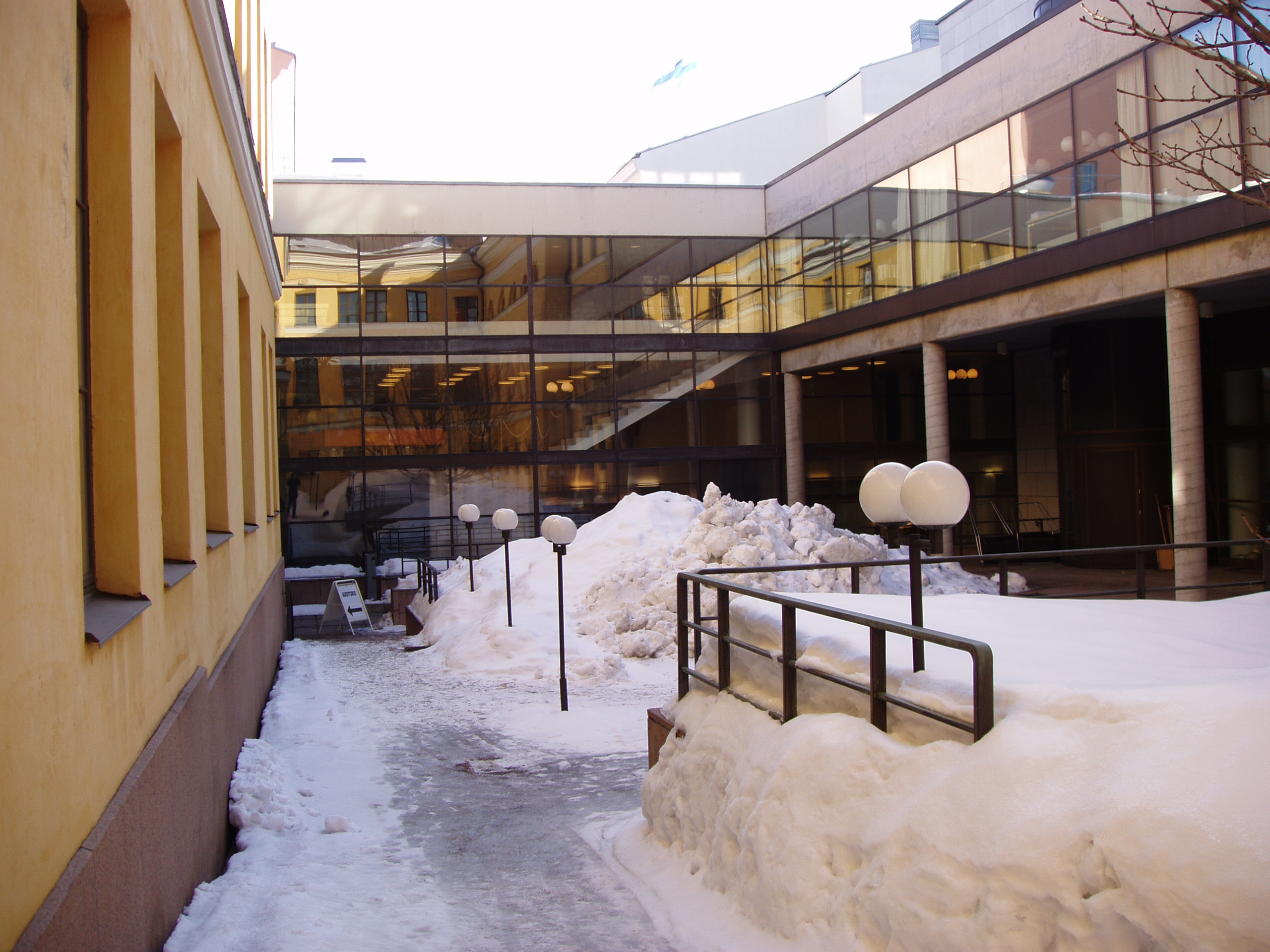
Extension de l'Hôtel de ville d'Helsinki
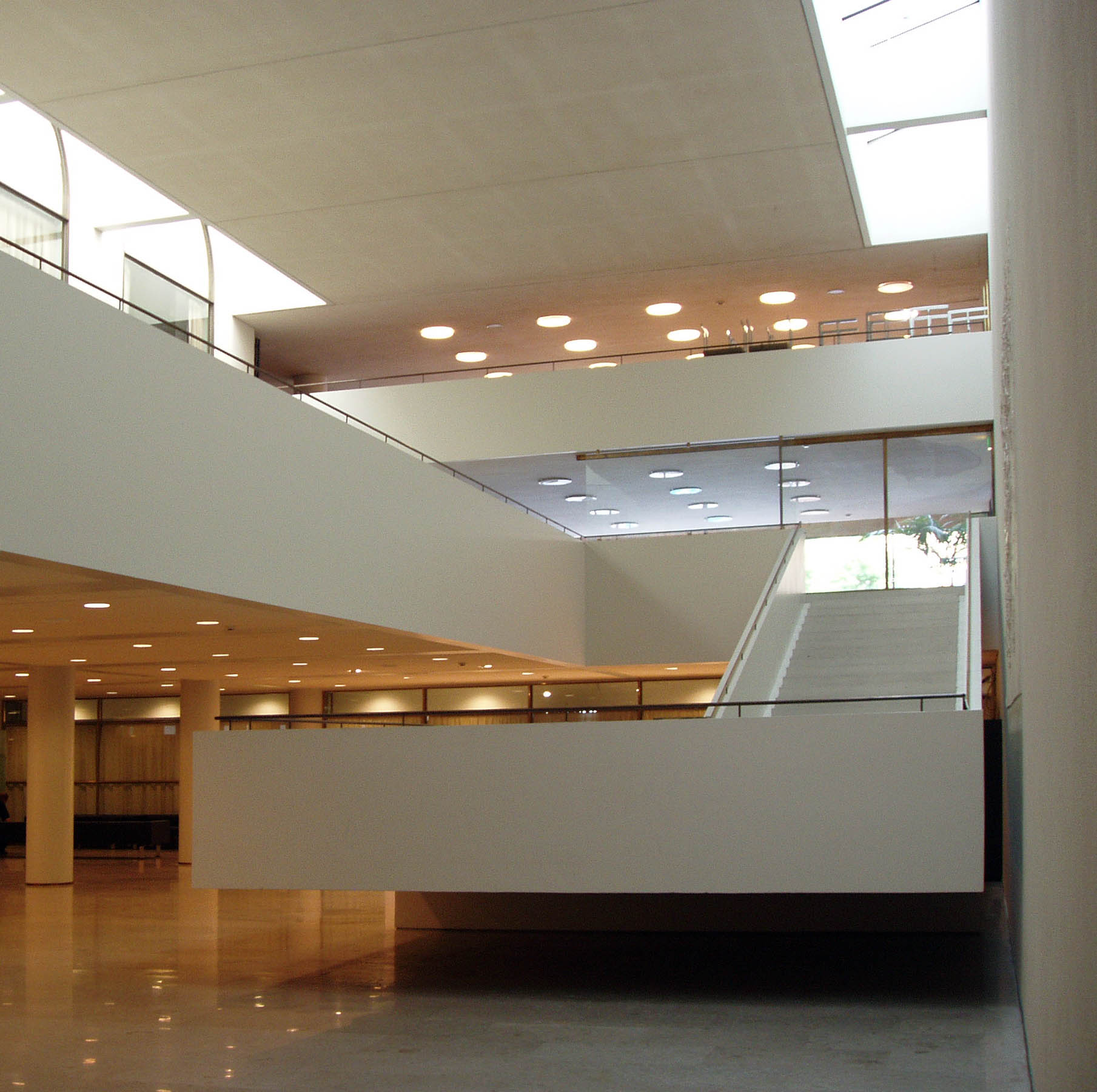
Hall d'entrée de l'Hôtel de ville d'Helsinki